# Przysieka Polska
Przysieka Polska [pronunciación en polaco: /pʂɨˈɕeka ˈpɔlska/] (en alemán: Polnisch Presse) es un pueblo ubicado en el distrito administrativo de Gmina Śmigiel, dentro del Distrito de Kościan, Voivodato de Gran Polonia, en el oeste de Polonia central. Se encuentra aproximadamente a 7 kilómetros al noreste de Śmigiel, a 7 kilómetros  al suroeste de Kościan, y a 47 kilómetros al suroeste de la capital regional Poznań.